# 长柄七叶树
长柄七叶树（学名：Aesculus assamica）是无患子科七叶树属的植物。分布在锡金、孟加拉、泰国、缅甸、印度、不丹、越南以及中国大陆的广西、云南等地，生长于海拔100米至1,500米的地区，见于阔叶林中，目前尚未由人工引种栽培。

## 别名
滇缅七叶树（四川大学学报自然科学版）